# Marc Digruber
Marc Digruber (29 aprile 1988) è un ex sciatore alpino austriaco.

## Biografia
Slalomista puro originario di Mitterbach am Erlaufsee e nipote di Franz e Grete, a loro volta sciatori alpini, Marc Digruber, attivo dal dicembre del 2003, ha esordito in Coppa Europa il 13 gennaio 2007 a Donnersbachwald e in Coppa del Mondo il 14 novembre 2010 a Levi, in entrambi i casi senza completare la prova. Nella stagione 2016-2017 ha conquistato tutte le sue tre vittorie in Coppa Europa (la prima il 30 novembre a Levi, suo primo podio, l'ultima il 19 febbraio a Oberjoch) e il miglior risultato in Coppa del Mondo, l'11 dicembre a Val-d'Isère (4º); il 13 dicembre 2017 ha ottenuto a Obereggen l'ultimo podio in Coppa Europa (2º). Ha preso per l'ultima volta il via in Coppa del Mondo il 9 marzo 2022 a Flachau, senza completare la prova, e in Coppa Europa il 14 marzo 2023 a Narvik (4º); si è ritirato al termine di quella stessa stagione 2022-2023 e la sua ultima gara in carriera è stata lo slalom speciale dei Campionati austriaci 2023, disputato il 26 marzo a Spital am Pyhrn e chiuso da Digruber al 7º posto. Non ha preso parte a rassegne olimpiche o iridate.

## Palmarès

### Coppa del Mondo
- Miglior piazzamento in classifica generale: 55º nel 2016

### Coppa Europa
- Miglior piazzamento in classifica generale: 15º nel 2017
- 4 podi:
  - 3 vittorie
  - 1 secondo posto

#### Coppa Europa - vittorie
| Data             | Località | Paese     | Specialità |
| ---------------- | -------- | --------- | ---------- |
| 30 novembre 2016 | Levi     | Finlandia | SL         |
| 12 febbraio 2017 | Zakopane | Polonia   | SL         |
| 19 febbraio 2017 | Oberjoch | Germania  | SL         |

Legenda:

SL = slalom speciale

### Far East Cup
- Miglior piazzamento in classifica generale: 14º nel 2015
- 2 podi:
  - 2 vittorie

#### Far East Cup - vittorie
| Data         | Località   | Paese    | Specialità |
| ------------ | ---------- | -------- | ---------- |
| 3 marzo 2015 | Hakuba     | Giappone | SL         |
| 8 marzo 2015 | Shigakōgen | Giappone | SL         |

Legenda:

SL = slalom speciale

### Campionati austriaci
- 3 medaglie:
  - 2 ori (supercombinata nel 2011; slalom speciale nel 2019)
  - 1 bronzo (slalom speciale nel 2021)